# Весела Баська
«Весела Баська», «Весела Бася» (пол. Wesoła Baśka, Wesoła Basia) — картина олією польської художниці Ольги Бознанської, написана у 1891 році.
Зберігається у колекції Національного музею у Кракові (MNK II-b-1062).

## Опис
На портреті зображено жінку в капелюсі, з хусткою, накинутою на плече. Жінка, на ім'я Баська, посміхається. Картина підписана автором у правому нижньому куті: «Ольга Бознаньська 91». Картина, найімовірніше, була написана в Мюнхені.